# Peeter Karu
Peeter Karu (ur. 21 września 1909 w Võisiku, zm. 14 kwietnia 1942 w Tallinnie) – estoński strzelec, medalista mistrzostw świata. 
W 1940 roku ukończył Tallinna Rahvaülikooli Seltsi Erakolledž w Tallinnie. 
Poważniejsze treningi strzeleckie rozpoczął w 1937 roku. Pod koniec lat 30. był członkiem estońskiej reprezentacji w strzelectwie.
Jest trzykrotnym medalistą mistrzostw świata. W dorobku ma jeden srebrny i dwa brązowe medale. Mistrz Estonii z 1938 roku w konkurencji: karabin wojskowy, trzy pozycje, 300 m, drużynowo.

## Osiągnięcia

### Medale na mistrzostwach świata
Opracowano na podstawie materiału źródłowego:
| Mistrzostwa  | Konkurencja                                                      | Wynik                | Miejsce |
| ------------ | ---------------------------------------------------------------- | -------------------- | ------- |
| Lucerna 1939 | Karabin wojskowy, trzy pozycje, 300 m, drużynowo (3x20 strzałów) | 2548 punktów (druż.) | 3       |
| Lucerna 1939 | Karabin wojskowy, trzy pozycje, 300 m (3x40 strzałów)            | 1031 punktów         | 2       |
| Lucerna 1939 | Karabin wojskowy klęcząc, 300 m                                  | 357 punktów          | 3       |